# Университет Хьюстон-Даунтаун

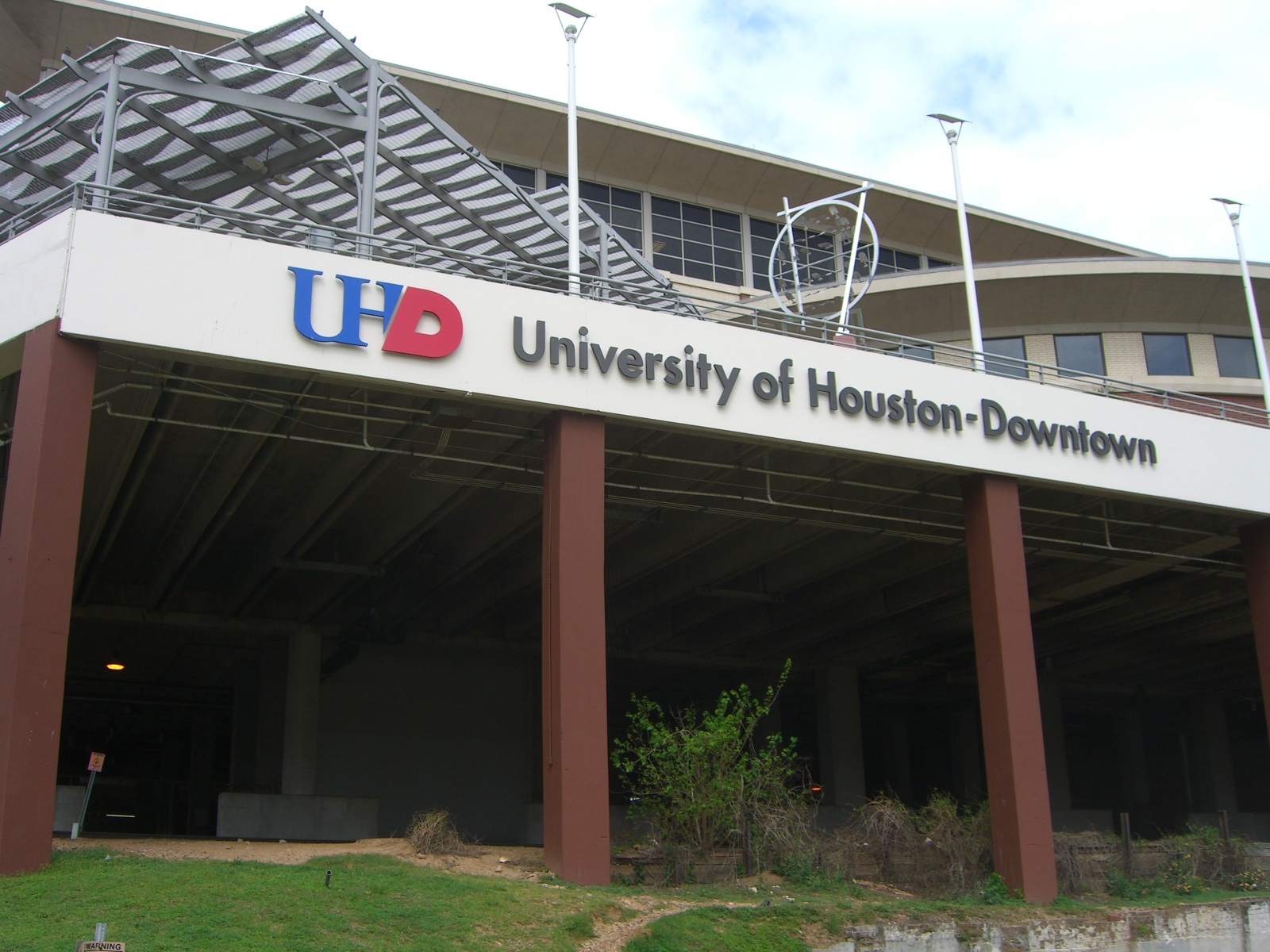
2007 год

Университет Хьюстон-Даунтаун (англ. University of Houston–Downtown, сокр. UHD) — американский государственный университет в Хьюстоне, штат Техас.
Основанный в 1974 году, университет является вторым по величине высшим учебным заведением в районе Хьюстона, в котором обучается более 15 000 студентов.

## История
В 1974 году Хьюстонский университет приобрел активы колледжа South Texas Junior College и открыл собственный Колледж университета Хьюстон-Даунтаун (University of Houston-Downtown College) в качестве четырёхлетнего учебного заведения. К концу 1970-х годов Законодательное собрание Техаса утвердило колледж как отдельный университет в системе Хьюстонского университета. К началу 1980-х годов стало ясно, что данное учебное заведение это больше, чем колледж, слово «колледж» было официально удалено из его названия, и вуз стал называться Университет Хьюстон-Даунтаун.
В 1990-е годы Университет Хьюстон-Даунтаун был третьим по темпам роста университетом Техаса. Рост кампуса продолжился с открытием Академического корпуса и Центра студенческой жизни им. Джесси Джонса. Учебное заведение получило полное одобрение Законодательного собрания Техаса и Координационного совета по высшему образованию Техаса, чтобы предлагать программы для выпускников, начиная со степени магистра. Также он расширил своё партнёрство с системой государственных колледжей Lone Star College System для возможности перевода их студентов для получения степени в Университете Хьюстон-Даунтаун.

## Деятельность
Университет Хьюстон-Даунтаун — одно из четырёх учебных заведений в системе системе Хьюстонского университета. Вуз имеет отдельную аккредитацию, предлагает собственные академические программы и присуждает собственные степени, независимо от Хьюстонского университета. Университет предлагает 44 программы бакалавриата и 9 программ магистратуры в следующих своих академических подразделениях:
- Marilyn Davies College of Business[англ.]
- College of Humanities and Social Sciences,
- College of Public Service,
- College of Sciences and Technology[англ.]
- University College

### Президенты
Президент Университета Хьюстон-Даунтаун является руководителем университета и подчиняется ректору системы Хьюстонского университета. Он назначается канцлером и утверждается Попечительским советом системы Хьюстонского университета.
- 1974—1975 − William I. Dykes
- 1975—1979 − J. Don Boney
- 1980—1987 − Alexander F. Schilt
- 1987—1991 − Manuel T. Pacheco
- 1991—1992 − George W. Magner
- 1992—2009 − Max Castillo
- 2009—2016 − William V. Flores
- 2016—2017 − Michael A. Olivas
- 2017—2020 − Juan Sánchez Muñoz
- 2020—2021 − Antonio D. Tillis
- С 2021 − Loren J. Blanchard[1]

### Выпускники
Среди выпускников Университета Хьюстон-Даунтаун: ресторатор Гулам Бомбейвала, боксёр Хуан Диас, член сената Техаса Марио Гальегос, член Палаты представителей США Трой Нельс, писатель Лоренцо Томас и другие.